# Nanov
Nanov is een Roemeense gemeente in het district Teleorman.
Nanov telt 3608 inwoners.